# Julianna Peña
Julianna Nicole Peña (Spokane, Washington; 19 de agosto de 1989) es una artista marcial mixta estadounidense que compite en la división de peso gallo de Ultimate Fighting Championship. Desde el 5 de octubre de 2024 es la Campeona de Peso Gallo Femenino de la UFC y es la número 4 en la clasificación de libra por libra femenina de la UFC.

## Primeros años
La menor de cuatro hermanos, nació y creció en Spokane, Washington. Se graduó en 2007 en el Mt. Spokane High School. Asistió al Colegio Comunitario de Spokane. Con el fin de perder peso y canalizar la agresividad en su temprana edad adulta, se inscribió en una clase de cardio kick boxing y posteriormente hizo la transición a las artes marciales mixtas.

## Carrera en las artes marciales mixtas

### Inicios
Después de ir 2-0 como amateur, hizo su debut profesional en MMA en mayo de 2009. Ganó cuatro combates consecutivos, pero sufrió su primera derrota en abril de 2012 ante la futura compañera de reparto de The Ultimate Fighter 18, Sarah Moras, en un combate de peso acordado de 140 libras. El combate tuvo lugar apenas dos meses y una semana después de que sufriera un accidente con un conductor ebrio mientras caminaba por el centro de Spokane, en el que quedó inconsciente y sufrió una fractura de nariz. Diez meses más tarde volvió a la competición profesional en un combate en la división de peso mosca, un descenso desde la división de peso gallo, perdiendo por decisión unánime.

### The Ultimate Fighter
En agosto de 2013, se anunció que era una de las luchadoras seleccionadas para estar en The Ultimate Fighter: Team Rousey vs. Team Tate.
Se enfrentó a Gina Mazany en el combate de eliminación para entrar en la casa. Controló el combate desde el principio, obteniendo una clara victoria por decisión unánime tras dos asaltos.
Durante el primer combate del torneo en la casa, se enfrentó a la veterana y mejor clasificada Shayna Baszler. Ronda Rousey seleccionó este enfrentamiento entre las dos primeras selecciones femeninas. La mejor clasificada y más experimentada Baszler era considerada la favorita. Tras un primer asalto de ida y vuelta en el que Peña realizó eficaces combinaciones de boxeo y escapó a varios intentos de sumisión de Baszler, salió con fuerza en el segundo asalto, conectando potentes rodillazos que hicieron tambalearse a Baszler. El combate se fue al suelo, donde pudo lograr el montaje trasero y ganó por sumisión, lo que tal vez sea la mayor victoria de la temporada.
En las semifinales, se enfrentó a Sarah Moras. Ambas lucharon previamente en un combate profesional en 2012, en el que Peña perdió tras sufrir una lesión por un armbar que obligó al médico a detener el combate entre el segundo y el tercer asalto. Ganó el combate por sumisión en el segundo asalto para vengar la derrota.

### Ultimate Fighting Championship
Se enfrentó a Jessica Rakoczy en la final el 30 de noviembre de 2013, en The Ultimate Fighter 18 Finale. Ganó el combate por TKO en el primer asalto y se convirtió en la Campeona Femenina de Peso Gallo de TUF 18.

#### Lesión
Se esperaba que se enfrentara a Jéssica Andrade el 15 de marzo de 2014 en UFC 171. Sin embargo, se retiró del combate tras sufrir una lesión en su rodilla derecha. La lesión se produjo durante un entrenamiento de grappling y acabó dañando, entre otros aspectos, el ligamento cruzado anterior, el ligamento colateral tibial, el ligamento lateral externo y el menisco. A pesar de la gravedad de la lesión, los médicos han asegurado que su rodilla derecha volverá a estar a pleno rendimiento tras la operación y la rehabilitación. La lesión la mantuvo fuera de combate durante el resto de 2014.

#### Regreso a la UFC
Regresó para enfrentarse a Milana Dudieva el 4 de abril de 2015 en UFC Fight Night: Mendes vs. Lamas. Ganó el combate por TKO en el primer asalto. Esta victoria le valió el premio a la Actuación de la Noche.
Se enfrentó a Jessica Eye el 3 de octubre de 2015 en UFC 192. Ganó el combate por decisión unánime.
Se enfrentó a Cat Zingano el 9 de julio de 2016 en UFC 200. Ganó el combate por decisión unánime.
Se enfrentó a Valentina Shevchenko el 28 de enero de 2017 en UFC on Fox: Shevchenko vs. Peña. Perdió el combate por sumisión en el segundo asalto.
El 14 de octubre de 2017 anunció que estaba embarazada y que se tomaría un descanso indefinido del deporte.
Regreso para enfrentarse a Nicco Montaño el 13 de julio de 2019 en UFC Fight Night: de Randamie vs. Ladd. Ganó el combate por decisión unánime.
Se esperaba que se enfrentara a Aspen Ladd el 28 de marzo de 2020 en UFC on ESPN: Overeem vs. Harris. Sin embargo, se retiró del combate a principios de marzo alegando una lesión.
Se enfrentó a Germaine de Randamie el 4 de octubre de 2020 en UFC on ESPN: Holm vs. Aldana. Perdió el combate por sumisión en el tercer asalto.
Se esperaba que se enfrentara a Sara McMann el 16 de enero de 2021 en UFC on ABC: Holloway vs. Kattar, pero se retrasó una semana más tarde para UFC 257, el 24 de enero de 2021. Ganó el combate por sumisión en el tercer asalto.
Se esperaba que se enfrentara a Holly Holm el 8 de mayo de 2021 en UFC on ESPN: Rodriguez vs. Waterson. Sin embargo, Holm se vio obligada a retirarse del combate alegando hidronefrosis.
Se esperaba que se enfrentara a Amanda Nunes por el Campeonato de Peso Gallo Femenino de la UFC el 7 de agosto de 2021 en UFC 265. Sin embargo, Nunes dio positivo por COVID-19 el 29 de julio de 2021. El combate fue reprogramado para el 11 de diciembre de 2021 en UFC 269 Ganó el combate por sumisión en el segundo asalto y ganó el Campeonato Femenino de Peso Gallo de la UFC en lo que se considera una de las mayores sorpresas de la historia de la UFC.
El 5 de febrero de 2022 se anunció que Peña y Nunes serían las entrenadoras de The Ultimate Fighter 30 en ESPN+, que contaría con concursantes de las divisiones de peso pesado y peso mosca femenino.
Se enfrentó a Amanda Nunes en la revancha por el Campeonato de Peso Gallo Femenino de la UFC el 30 de julio de 2022 en UFC 277. Perdió el combate por decisión unánime.
Se esperaba que se enfrentara a Amanda Nunes el 10 de junio de 2023 en UFC 289. Sin embargo, el 2 de mayo de 2023, se anunció que Peña se retiró del combate debido a las costillas rotas que sufrió durante el campo de entrenamiento. Irene Aldana, que estaba programada para encabezar UFC Fight Night: Dern vs. Hill, fue elegida para sustituirla.
Se enfrentó a Raquel Pennington por el Campeonato de Peso Gallo Femenino de la UFC el 5 de octubre de 2024 en UFC 307. Ganó el combate y el campeonato por decisión dividida. 25 de 26 medios de comunicación puntuaron el combate a favor de Pennington.
Defendió el Campeonato de Peso Gallo Femenino de la UFC el 7 de junio de 2025 en UFC 316 contra la excampeona de PFL y ex medallista olimpica en judo Kayla Harrison.  Perdió el combate por sumisión en el segundo asalto.

## Cine y televisión
Apareció en el galardonado documental de artes marciales mixtas Fight Life, la película está dirigida por James Z. Feng y se estrenó en 2013.
Es una anunciadora, junto con Max Bretos, para la transmisión en inglés de Combate Américas en DAZN.

## Vida personal
Es la hermana menor de la ex reportera de KREM 2 y meteoróloga matutina Grace Peña. Es de ascendencia mexicana por parte de su madre y venezolana por parte de su padre.
En enero de 2018 dio a luz a su primer hijo, una niña que lleva por nombre Isabella.

## Cuestiones legales
El 20 de diciembre de 2015 fue detenida en Spokane, Washington, y acusada de 2 cargos de agresión debido a un altercado con el personal del bar tras una pelea callejera anterior en la que Josh Gow, su compañero de entrenamiento en el equipo de lucha Sikjitsu, había resultado herido. Posteriormente, un juez concedió una orden de aplazamiento en su caso, de forma que si Peña no tenía ningún otro incidente durante un año, el caso sería desestimado.

## Campeonatos y logros

### Artes marciales mixtas
- Ultimate Fighting Championship
  - Campeonato de Peso Gallo Femenino de la UFC (dos veces, actual)
  - Ganadora del Torneo de The Ultimate Fighter 18[17]
  - Actuación de la Noche (dos veces) vs. Milana Dudieva y Amanda Nunes[21][65]
  - Sorpresa del año 2021 vs. Amanda Nunes[66]
- MMA Junkie
  - Sumisión del mes de enero de 2021 vs. Sara McMann[67]
  - Sumisión del mes de diciembre de 2021 vs. Amanda Nunes[68]
  - Sorpresa del año 2021 vs. Amanda Nunes[69]
- Cageside Press
  - Sorpresa del año 2021 vs. Amanda Nunes[70]
- Low Kick MMA
  - Sorpresa del año 2021 vs. Amanda Nunes[71]
- Sherdog
  - Sorpresa del año 2021 vs. Amanda Nunes[72]
- ESPN
  - Peleadora femenina del año 2021[73]
- Bleacher Report
  - Sorpresa del año 2021 vs. Amanda Nunes[74]
- MMA Sucka
  - Sorpresa del año 2021 vs. Amanda Nunes[75]
- Yahoo! Sports
  - Sumisión del año 2021 vs. Amanda Nunes[76]
- Daily Mirror
  - Sorpresa del año 2021 vs. Amanda Nunes[77]
- Lowkick MMA
  - Sorpresa del año 2021 vs. Amanda Nunes[78]

## Récord en artes marciales mixtas
| Resultado | Récord | Oponente             | Método                                             | Evento                                                 | Fecha                   | Ronda | Tiempo | Localización                  | Notas                                                                            |
| --------- | ------ | -------------------- | -------------------------------------------------- | ------------------------------------------------------ | ----------------------- | ----- | ------ | ----------------------------- | -------------------------------------------------------------------------------- |
| Derrota   | 12-6   | Kayla Harrison       | Sumisión (kimura)                                  | UFC 316                                                | 7 de junio de 2025      | 2     | 4:55   | Newark, Nueva Jersey          | Perdió el Campeonato de Peso Gallo Femenino de la UFC.                           |
| Victoria  | 12-5   | Raquel Pennington    | Decisión (dividida)                                | UFC 307                                                | 5 de octubre de 2024    | 5     | 5:00   | Salt Lake City, Utah          | Ganó el Campeonato de Peso Gallo Femenino de la UFC.                             |
| Derrota   | 11-5   | Amanda Nunes         | Decisión (unánime)                                 | UFC 277                                                | 30 de julio de 2022     | 5     | 5:00   | Dallas, Texas                 | Perdió el Campeonato de Peso Gallo Femenino de la UFC.                           |
| Victoria  | 11-4   | Amanda Nunes         | Sumisión (estrangulamiento por detrás)             | UFC 269                                                | 11 de diciembre de 2021 | 2     | 3:26   | Las Vegas, Nevada             | Ganó el Campeonato de Peso Gallo Femenino de la UFC. Actuación de la Noche.      |
| Victoria  | 10-4   | Sara McMann          | Sumisión (estrangulamiento por detrás)             | UFC 257                                                | 24 de enero de 2021     | 3     | 3:39   | Abu Dabi                      |                                                                                  |
| Derrota   | 9-4    | Germaine de Randamie | Sumisión técnica (estrangulamiento por guillotina) | UFC on ESPN: Holm vs. Aldana                           | 4 de octubre de 2020    | 3     | 3:25   | Abu Dabi                      |                                                                                  |
| Victoria  | 9-3    | Nicco Montaño        | Decisión (unánime)                                 | UFC Fight Night: de Randamie vs. Ladd                  | 13 de julio de 2019     | 3     | 5:00   | Sacramento, California        |                                                                                  |
| Derrota   | 8-3    | Valentina Shevchenko | Sumisión (barra de brazo)                          | UFC on Fox: Shevchenko vs. Peña                        | 28 de enero de 2017     | 2     | 4:29   | Denver, Colorado              |                                                                                  |
| Victoria  | 8-2    | Cat Zingano          | Decisión (unánime)                                 | UFC 200                                                | 9 de julio de 2016      | 3     | 5:00   | Las Vegas, Nevada             |                                                                                  |
| Victoria  | 7-2    | Jessica Eye          | Decisión (unánime)                                 | UFC 192                                                | 3 de octubre de 2015    | 3     | 5:00   | Houston, Texas                | A Eye se le descontó un punto en el segundo asalto debido a un rodillazo ilegal. |
| Victoria  | 6-2    | Milana Dudieva       | TKO (puñetazos y codazos)                          | UFC Fight Night: Mendes vs. Lamas                      | 4 de abril de 2015      | 1     | 3:59   | Fairfax, Virginia             | Actuación de la Noche.                                                           |
| Victoria  | 5-2    | Jessica Rakoczy      | TKO (puñetazos)                                    | The Ultimate Fighter: Team Rousey vs. Team Tate Finale | 30 de noviembre de 2013 | 1     | 4:59   | Las Vegas, Nevada             | Ganó el torneo de peso gallo de The Ultimate Fighter 18.                         |
| Derrota   | 4-2    | DeAnna Bennett       | Decisión (unánime)                                 | Showdown Fights 10                                     | 8 de febrero de 2013    | 3     | 5:00   | Orem, Utah                    | Combate de peso mosca.                                                           |
| Derrota   | 4-1    | Sarah Moras          | TKO (parada médica)                                | Conquest of the Cage 11                                | 19 de abril de 2012     | 2     | 5:00   | Airway Heights, Washington    |                                                                                  |
| Victoria  | 4-0    | Rachael Swatez       | Sumisión (estrangulamiento por guillotina)         | Conquest of the Cage 10                                | 15 de diciembre de 2011 | 2     | 0:17   | Airway Heights, Washington    |                                                                                  |
| Victoria  | 3-0    | Stephanie Webber     | Sumisión (barra de brazo)                          | CageSport 8                                            | 5 de diciembre de 2009  | 2     | 2:54   | Tacoma, Washington            |                                                                                  |
| Victoria  | 2-0    | Robyn Dunne          | TKO (puñetazos)                                    | IFC: Caged Combat                                      | 15 de agosto de 2009    | 1     | N/A    | Penticton, Columbia Británica |                                                                                  |
| Victoria  | 1-0    | Raylene Harvey       | Sumisión (estrangulamiento por detrás)             | ExciteFight                                            | 9 de mayo de 2009       | 1     | 1:58   | Spokane, Washington           |                                                                                  |